# 鲸蜡醇
鯨蠟醇（英語：Cetyl alcohol）是一種脂肪醇，分子式為CH3(CH2)15OH。在室溫下，鲸蠟醇為一蠟質的白色固體或薄片。它最初是從鯨油提煉分離出來。

## 製備
鲸蠟醇於1817年由法國化學家米歇爾·歐仁·謝弗勒爾發現，當時他正把一種由抹香鯨抽出的蠟質－鯨蠟油與苛性鉀一起（即氫氧化鉀）加熱，冷卻後出現呈薄片狀的鲸蠟醇。
由於商業捕鯨活動日漸式微，現今鲸蠟醇大多由植物油（如棕櫚油及椰子油）的氫化製得。

## 用途
鲸蠟醇可用於化妝品工業，如洗髮露的遮光劑及潤膚膏的乳化劑和增稠劑。它亦可用於螺帽和門閂的潤滑劑。

## 副作用
濕疹的患者會對鲸蠟醇敏感，但這可能是由鲸蠟醇以外的雜質引起。不過，鲸蠟醇有時可用作治療濕疹的藥物。